# Окуму, Стивен
Стивен «Ведо» Окуму (англ. Stephen "Vedo" Okumu; 28 февраля 1959 — 7 октября 2019, Найроби) — кенийский боксёр, представитель первой средней весовой категории. Выступал за национальную сборную Кении по боксу в 1980-х годах, победитель и призёр турниров международного значения, участник летних Олимпийских игр в Лос-Анджелесе. Также известен как боксёрский судья и рефери.

## Биография
Стивен Окуму родился 28 февраля 1959 года.
Впервые заявил о себе в боксе на взрослом международном уровне в сезоне 1980 года, когда вошёл в состав кенийской национальной сборной и принял участие в матчевой встрече со сборной ФРГ в Найроби — в рамках первой средней весовой категории по очкам уступил немецкому боксёру Маркусу Интлекоферу.
Благодаря череде удачных выступлений удостоился права защищать честь страны на летних Олимпийских играх 1984 года в Лос-Анджелесе — предварительный этап категории до 71 кг прошёл без соперника, тогда как в 1/16 финала раздельным решением судей потерпел поражение от британца Рода Дугласа и сразу же выбыл из борьбы за медали.
После лос-анджелесской Олимпиады Окуму ещё в течение некоторого времени оставался в составе боксёрской команды Кении и продолжал принимать участие в различных международных турнирах. Так, в 1989 году он отметился выступлением в матчевой встрече со сборной Канады в Найроби, где раздельным судейским решением уступил канадскому боксёру Лори Гроссу.
Завершив спортивную карьеру, затем был секретарём Кенийской комиссии профессионального бокса, неоднократно участвовал в соревнованиях по боксу в качестве судьи, рефери на ринге, инспектора. Также являлся сержантом кенийской полиции.
Умер от непродолжительной болезни 7 октября 2019 года в больнице Найроби в возрасте 60 лет.